# 帕夫連基 (卡利尼夫卡區)
49°21′14″N 28°23′56″E / 49.35389°N 28.39889°E
帕夫連基（烏克蘭語：Павленки），是烏克蘭的村落，位於該國西南部文尼察州，由赫米利尼克區負責管轄，面積0.2平方公里，海拔高度256米，2001年人口56，人口密度每平方公里280人。